# Karl Malden
Karl Malden, geboren als Mladen George Sekulovich (Servisch: Младен Ђорђе Секуловић; Chicago, 22 maart 1912 – Los Angeles, 1 juli 2009), was een Oscar-winnende, Amerikaanse acteur. Zijn vader was Servisch en zijn moeder Tsjechisch.
Karakteristiek aan Malden waren zijn grote neus en zijn felblauwe ogen. Hij acteerde in Broadway-toneelstukken en in westerns, spionagefilms en musicals. Zijn bekendste rol is die van detective Mike Stone in de televisieserie The Streets of San Francisco (1972-1977). Voor zijn rol in de film A Streetcar Named Desire uit 1951 kreeg hij een Oscar voor de beste bijrol.
Met actrice Mona Greenberg (1917-2019), de vrouw met wie hij in 1938 was getrouwd, vierde hij in 2008 hun 70e trouwdag. Malden overleed op 97-jarige leeftijd thuis in zijn slaap. Mona Malden-Greenberg werd 102 jaar oud.

## Filmografie (selectie)
- 1940: They Knew What They Wanted (regie: Garson Kanin)
- 1946: Boomerang! (regie: Elia Kazan)
- 1947 :13 Rue Madeleine (regie: Henry Hathaway)
- 1947: Kiss of Death (regie: Henry Hathaway)
- 1947: The Gunfighter (regie: Henry King)
- 1950: Where the Sidewalk Ends (regie: Otto Preminger)
- 1950: Halls of Montezuma (regie: Lewis Milestone)
- 1951: A Streetcar Named Desire (regie: Elia Kazan)
- 1952: Diplomatic Courier (regie: Henry Hathaway)
- 1952: Ruby Gentry (regie: King Vidor)
- 1953: I Confess (regie: Alfred Hitchcock)
- 1954: Phantom of the Rue Morgue  (regie: Roy Del Ruth)
- 1954: On the Waterfront (regie: Elia Kazan)
- 1956: Baby Doll (regie: Elia Kazan)
- 1957: Fear Strikes Out (regie: Robert Mulligan)
- 1959: The Hanging Tree (regie: Delmer Daves)
- 1960: Pollyanna (regie: David Swift)
- 1961: One-Eyed Jacks (regie: Marlon Brando)
- 1961: Parrish (regie: Delmer Daves)
- 1962: All Fall Down (regie: John Frankenheimer)
- 1962: Birdman of Alcatraz (regie: John Frankenheimer)
- 1962: Gypsy (regie: Mervyn LeRoy)
- 1964: Cheyenne Autumn (regie: John Ford)
- 1965: The Cincinnati Kid (regie: Norman Jewison)
- 1966: Nevada Smith (regie: Henry Hathaway)
- 1967: Billion Dollar Brain (regie: Ken Russell)
- 1968: Hot Millions (regie: Eric Till)
- 1970: Patton (regie: Franklin J. Schaffner)
- 1971: Wild Rovers (regie: Blake Edwards)
- 1971: Il gatto a nove code (regie: Dario Argento)
- 1979: Beyond the Poseidon Adventure (regie: Irwin Allen)
- 1979: Meteor (regie: Ronald Neame)
- 1983: Twilight Time (regie: Goran Paskaljević)
- 1983: The Sting II (regie: Jeremy Kagan)
- 1987: Nuts (regie: Martin Ritt)